# Creative Beards
Creative Beards is een Nederlandse animatiestudio, opgericht in Utrecht.
Het animatiebureau won in 2018 de eerste prijs tijdens Museum in Shorts, in de categorie Exhibits, met de animatie Seeing with a Japanse Eye gemaakt voor het Van Gogh Museum.